# Šamahi
Šamahi (azerbajdžansko Şamaxı) je mesto v Azerbajdžanu in upravno središče okrožja Šamahi. Ocenjeno število prebivalcev mesta leta 2010 je bilo 31.704. Znano je po svojih tradicionalnih plesalkah, Šamahi plesalke (azerbajdžansko Şamaxı rəqqasələri; armensko Շամախի պարողներ, in morda tudi po tem, da je morda dobilo ime po preprogah Soumak.
Šamahi je pretreslo enajst večjih potresov, vendar je s številnimi rekonstrukcijami ohranil svojo vlogo gospodarske in upravne prestolnice Širvana ter enega ključnih mest na svilni poti. Edina stavba, ki je preživela osem od enajstih potresov, je znamenita mošeja Džuma v Šamahiju, zgrajena v 8. stoletju.

## Zgodovina
Šamahi je bil v antiki del zaporednih perzijskih cesarstev in ga je kot Kamačia prvič omenil starogrško-rimski egiptovski geograf Ptolemaj v 1. do 2. stoletju našega štetja. Šamahi je bilo pomembno mesto v srednjem veku in je služilo kot glavno mesto kraljestva Širvanšah od 8. do 15. stoletja.
Šamahi je v 12. stoletju vzdrževal gospodarske in kulturne odnose z Indijo in Kitajsko, izkopanine lončenih posod pa dokazujejo, da je imel Šamahi približno v istem času odnose tudi s srednjeazijskimi mesti. Bakreni kovanci, najdeni v Šamahiju med arheološkimi izkopavanji, porcelanaste posode, proizvedene na Kitajskem, karavanseraji, ki so služili mednarodni trgovini, dokazujejo vlogo starodavnega Šamahija na svilni poti.
Skozenj je šel katoliški pater, misijonar in raziskovalec Viljem iz Rubrucka, ko se je vračal z dvora mongolskega velikega kana. Leta 1476 je beneški diplomat Giosafat Barbaro, ko je opisoval mesto, izjavil: »To [Sammachi] je dobro mesto; ima od štiri do pet tisoč hiš, proizvaja svilo, bombaž in druge stvari po svoji tradiciji.«
V letih 1500–1501 ga je zavzela rodbina Safavidov. Po osvojitvi območja s strani prvega safavidskega vladarja Ismaila I. je dovolil potomcem Faruka Jasarja, da vladajo Šamahiju in preostalemu delu Širvana pod Safavidsko suverenostjo. To je trajalo do leta 1538, ko je njegov sin in naslednik, kralj Tahmasp I. (vladal 1524–1576), ozemlje spremenil v popolno safavidsko provinco in se imenoval za njenega prvega safavidskega guvernerja. Od takrat naprej je Šamahi deloval kot glavno mesto province Širvan. Leta 1562 je Anglež Anthony Jenkinson opisal mesto z naslednjimi izrazi: »To mesto je pet dni hoje na kamelah od morja, zdaj je močno padlo; naseljeno je pretežno z Armenci ...«
Po mnenju karmeličanov, ki so mesto obiskali leta 1607, so njegovo prebivalstvo sestavljali Perzijci in Armenci. Armenci so se aktivno ukvarjali s trgovino. Poleg običajnih davkov je armensko ljudstvo plačevalo davek drugim religijam. Adam Olearius, ki je obiskal Šamahi leta 1637, je zapisal: »Njegovi prebivalci so delno Armenci in Gruzijci, ki imajo svoj poseben jezik; med seboj se ne bi razumeli, če ne bi uporabljali turščine, ki je vsem skupna in zelo znana, ne samo v Širvanu, ampak tudi povsod v Perziji.« Osmanski popotnik Evlija Čelebi je mesto obiskal leta 1647 in ga opisal kotref  
približno 7.000 dobro zgrajenih hiš...26 četrti... sedemdeset mošej...štirideset šol za dečke, sedem prijetnih kopališč...štirideset karavanserajev...večji del prebivalcev so suniti Hanefiritov, ki svoje molitve opravljajo na skrivaj.
V 1670-ih je španski popotnik Pedro Cobro Sebastian zapisal, da so bili prebivalci Šamahija Perzijci, Armenci in Gruzijci. Po Johnu Bellu, angleškem turistu, je bila turščina običajni jezik ljudi leta 1715, vendar so mestne elite govorile perzijsko in v mestu je bilo veliko Gruzijcev in Armencev. Domačini so se ukvarjali predvsem z vinarstvom, živinorejo in tkalstvom preprog. Leta 1721 so Lezgini iz safavidskih provinc Širvan in Dagestan, ob pomoči (ostalih) sunitskih prebivalcev tega območja, oplenili mesto. Pobili so na tisoče njegovih šiitskih prebivalcev, poleg tega, da so izropali mesto in oropali premoženje njegovih krščanskih prebivalcev in tujih državljanov, slednji so bili večinoma številni ruski trgovci v mestu.
Ruske sile so prvič vstopile v Širvan leta 1723, ko so med rusko-perzijsko vojno (1722–1723) napadle safavidska iranska ozemlja na severnem Kavkazu in v Zakavkazju, pri čemer so kot eno od pretvez uporabile napad upornih Lezginov na svoje podložnike malo pred tem v Šamakiju. Vendar so se kmalu umaknili iz mesta in ga prepustili Osmanom, ki so ga posedovali v letih 1723–35, dokler se Nader Šah ne dvigne. Leta 1742 je Šamahi zavzel in uničil Nader Šah iz Perzije, ki ga je ponovno vključil nazaj v Iran in, da bi kaznoval prebivalce zaradi njihove sunitske vere, zgradil novo mesto pod istim imenom približno 26 kilometrov zahodno, ob vznožju glavne verige Kavkaškega gorovja. Novi Šamahi je bil v različnih časih rezidenca Širvanskega kanata, ki so mu vladali napol neodvisni kani, vendar je bil končno opuščen in staro mesto je bilo obnovljeno. Sredi 18. stoletja je bilo v Šamahiju približno 60.000 prebivalcev, večina je bila Armencev. Takrat je bilo eno najboljših in najbolj naseljenih mest v Perziji, preden ga je uničil potres. Širvanski kanat je Rusija dokončno priključila leta 1805 med rusko-perzijsko vojno in kadžarski Iran je bil prisiljen nepreklicno prepustiti suverenost nad mestom Rusiji v skladu s pogodbo iz Gulistana iz leta 1813.
Britanska Penny Cyclopaedia je leta 1833 navedla, da »večji del prebivalstva Širvana sestavljajo Tahtarji ali, pravilneje rečeno, turška rasa, z nekaj primesi Arabcev in Perzijcev ... Poleg Mohamedancev, ki tvorijo množico prebivalstva, je veliko Armencev, nekaj Judov in nekaj Romov. Po uradnih poročilih iz leta 1831 je število moških, ki pripadajo muslimanskemu prebivalstvu, je bilo 6375; skupno 69.641 moških je jezik, ki se tam imenuje torkee ali turščina. Isti vir tudi navaja, da je po uradnih poročilih iz leta 1832 mesto Šamahi naseljevalo le 2233 družin, kar je bilo posledica opustošenja po plenjenju mesta »na najbolj barbarski način s strani gorjanov Dagestana« leta 1717. Encyclopædia Britannica je navedla, da je imelo mesto leta 1873 25.087 prebivalcev, »od tega 18.680 Tatarov in Šahševcev, 5177 Armencev in 1230 Rusov«. Proizvodnja svile je bila še naprej glavna proizvodnja s 130 obrati za previjanje svile, ki so bili večinoma v lasti Armencev, čeprav je industrija od leta 1864 precej upadla.
Šamahi je bil do uničujočega potresa leta 1859, ko je bilo glavno mesto province preneseno v Baku, glavno mesto pokrajine Šemaha gubernije Šemaha Ruskega imperija. Pomen mesta je nato močno upadel. Po Enciklopedičnem slovarju Brockhaus in Efron (zv. 77, str. 460, objavljeno leta 1903) je imel Šamahi 20.008 prebivalcev (10.450 moških in 9558 žensk), od tega 3 % Rusov, 18 % Armencev in 79 % "azerbajdžanskih Tatarov" (kasneje znanih kot Azerbajdžanci). Kar zadeva veroizpoved, je bilo 79 % prebivalcev muslimanov, od tega 22 % sunitov, ostalo pa šiitov; preostalih 21 % je bilo armenskih apostolov in vzhodnih pravoslavcev.

### Tkanje in izdelovanje preprog v Šamahiju
V zgodovini je bil Šamahi znan po svojih preprogah, med katerimi prevladuje dekoracija z motivom buta, tako kot pri drugih preprogah Širvan. Širvan preproge so na ogled v nekaterih svetovno znanih muzejih. Primer teh so Širvan (13. stoletje), ki ga hrani turški in islamski muzej v carigradu, Širvan (15. stoletje), ki ga hranijo v vzhodni regiji Berlinskega umetnostnega muzeja, in preproge Šamahi (17. stoletje), ki jih hrani Pennsylvania Museum of America.
Drugi umetniški izdelki vključujejo bakreno obrt, lončarstvo, krojaštvo, nakit, obdelavo lesa, kiparstvo in kovaštvo (kovači so bili zelo priljubljeni v Alsahabu). razvil tudi v Šamahiju.

## Geografija
Mesto leži na najbolj potresnem območju Kavkaza in sta ga leta 1191 in 1859 prizadela močna potresa, ki sta bila tako uničujoča, da je bila prestolnica Širvan dvakrat prestavljena v Baku. Leta 1872 je potres sprožil izseljevanje v Baku, kjer se je začela proizvodnja nafte v industrijskih razsežnostih.
Po poročilih perzijskih trgovcev je potres leta 1667 veljal za najhujšega s številom žrtev 80.000, pri čemer se je po poročilih perzijskih trgovcev zrušila ena tretjina mesta. Zadnji katastrofalni potres je bil zabeležen leta 1902, ko je uničil mošejo Džuma iz 10. stoletja. Šamahi je blizu meje treh plošč.
Mesto je v osrednjem delu Širvana, na nadmorski višini okoli 749 m, na ugodni geografski legi. Na jugu reka Šamahi teče v Zongalavaj, na vzhodu pa Pirsaatčaj. Mesto obkrožajo Binasli, Gushhan s severa, Pirdiraki in Deviški stolp-Georgia s severozahoda ter gore Mejsari z zahoda. Te gore lahko štejemo za naravne obrambne utrdbe mesta. Obstaja veliko izvirov, ki mestnemu prebivalstvu in prebivalcem okoliških vasi zagotavljajo pitno vodo, ker so na pobočjih Kavkaza.
Šamahi je razmeroma vlažno mesto na svojem območju in ima sredozemsko podnebje. Z lepo količino padavin skozi večji del leta in dvema relativno suhima poletnima mesecema.

## Gospodarstvo
Po odloku "O ukrepih za pospešitev socialno-ekonomskega razvoja v Azerbajdžanski republiki, ki ga je 24. novembra 2003 podpisal Ilham Alijev, in Državni program o socialno-ekonomskem razvoju regij Azerbajdžanske republike, ki ga je odobril vodja države, se je življenjski standard v Šamahiju skupaj z drugimi regijami začel povečevati.
Tako v trgovini s preprogami Šamahi, kjer je bilo nameščenih 40 kosov obdelovalnih strojev, ki pripada "Star" LTD, tkejo preproge, kot so Guba-Širvan, Nahčevan, Garabag in Tabriz. Leta 2005 se v proizvodnem obratu TV Šamahi, ki ga je zgradil "Star" LTD, "Star" blagovne znamke 37, 54, 72, 74 "LCD", "Plasma", "CV" in digitalni "sprejemniki" proizvajajo na podlagi rezervnih delov Toshibinega "VCD". "Star" LTD je vložil 10 milijonov $ v gradnjo tovarne za proizvodnjo mini avtomobilov AzSamand.
Stavba zgodovinsko-etnografskega muzeja S. Širvani je bila obnovljena in na dvorišču muzeja je bil položen doprsni kip 12 velikih osebnosti iz regije Šamahi.